# Scott (Arkansas)
Scott es un lugar designado por el censo ubicado en los condados de Pulaski y Lonoke en el estado estadounidense de Arkansas. En el Censo de 2010 tenía una población de 94 habitantes y una densidad poblacional de 10,9 personas por km².

## Geografía
Scott se encuentra ubicado en las coordenadas 34°41′52″N 92°5′38″O / 34.69778, -92.09389. Según la Oficina del Censo de los Estados Unidos, Scott tiene una superficie total de 8.62 km², de la cual 8.24 km² corresponden a tierra firme y (4.39%) 0.38 km² es agua.

## Demografía
Según el censo de 2010, había 94 personas residiendo en Scott. La densidad de población era de 10,9 hab./km². De los 94 habitantes, Scott estaba compuesto por el 64.89% blancos, el 34.04% eran afroamericanos.